# Ariska Putri Pertiwi
Ariska Putri Pertiwi (n. 13 de enero de 1995 en Kota Lhokseumawe, Indonesia) es una modelo, cantante ocasional y exreina de belleza indonesia. Fue la ganadora de Miss Grand Internacional 2016 y la única mujer indonesia en conseguir dicha hazaña en el certamen.

## Biografía
Pertiwi nació en la región de Kota Lhokseumawe. Actualmente está estudiando en la Universitas Islam Sumatera Utara.

## Trayectoria

### Puteri Indonesia 2016
El pasado 19 de febrero del 2016, Pertiwi participó representando a la provincia de Sumatra Septentrional, quedando clasificada como Tercera Finalista.

### Miss Grand Internacional 2016
Pertiwi representó a Indonesia en el certamen de Miss Grand Internacional 2016, que tuvo lugar el 25 de octubre del 2016 en Las Vegas, Nevada. Pertiwi pasó ronda por ronda hasta alcanzar la ronda final, donde vistió un vestido con el tema de Allure Garuda de Anaz Khairunnas. Pertiwi ganó este concurso tras superar a las representantes de Tailandia, Filipinas, Estados Unidos y Puerto Rico. Fue coronada por la reina saliente Claire Elizabeth Parker de Australia, la Miss Grand Internacional 2015.